# Harold A. Wilson
Harold A. Wilson (n. 22 ianuarie 1885, Horncastle, Anglia, Regatul Unit al Marii Britanii și Irlandei – d. 17 mai 1932, Durban, Uniunea Africii de Sud) a fost un atlet britanic, medaliat olimpic. A participat la o ediție a Jocurilor Olimpice (1908) în care a câștigat o medalie de argint în proba de 1500 de metri.

## Palmares
| An   | Competiție        | Locație                | Loc | Eveniment        | Note    |
| ---- | ----------------- | ---------------------- | --- | ---------------- | ------- |
| 1908 | Jocurile Olimpice | Londra, Marea Britanie | 2   | 1500 m           | 4:03,6  |
| 1908 | Jocurile Olimpice | Londra, Marea Britanie | 1   | 3 mile pe echipe | 14:57,0 |

1. ↑  Harold Wilson a fost al patrulea cel mai bun britanic. Doar primii trei clasați au primit o medalie.